# راي ووكر
راي ووكر (بالإنجليزية: Ray Walker) (23 سبتمبر 1963 المملكة المتحدة - ) هو لاعب كرة قدم بريطاني يلعب كلاعب وسط.

## روابط خارجية
- راي ووكر على موقع قاعدة بيانات كرة القدم.إي يو (الإنجليزية)
- راي ووكر على موقع Soccerbase.com (لاعب) (الإنجليزية)